# Nasser Taghvai
Nasser Taghvai (en persan : ناصر تقوایی, Nāsser Taghvāi) est un réalisateur et scénariste iranien né en 1941 à Abadan.

## Carrière
Nasser Taghvai est diplômé de la faculté de Lettres et Sciences humaines de l'Université de Téhéran. Après une expérience de scénariste, il commence à réaliser des documentaires en 1967, dont certains ont une grande importance dans l'histoire du documentaire iranien. L'intérêt qu'il porte à l'ethnographie et à l'atmosphère du sud de l'Iran est notable dans ses films.
La plupart des films de Taghvai sont basés sur des romans. Nakhoda Khorshid (« Capitaine Soleil ») est par exemple une adaptation d'En avoir ou pas, d'Ernest Hemingway. Ce film a gagné le 3e prix du festival international du film de Locarno en 1988.

## Filmographie
- 1969 : Nakhl
- 1969 : Bad-e Jenn
- 1970 : Arbaïn
- 1971 : Mashadghali
- 1972 : Sadegh Korde
- 1973 : Nefrin
- 1973 : Aramesh Dar Hozur Deegaran
- 1976 : Mon oncle Napoléon  (série télévisée)
- 1987 : Capitaine Khorshid (Nakhoda Khorshid)
- 1990 : Ei Iran
- 1997 : Pish
- 1999 : Les Contes de Kish (Ghessé hayé kish)
- 2002 : Papier sans ligne (Kaghaz-e Bikhat)
- 2005 : Tamrin-e Akhar
- 2005 : Chay-e Talkh